# Tela Quente
Tela Quente é uma sessão de filmes brasileira   exibida pela TV Globo desde 7 de março de 1988. É exibida nas noites de segunda-feira e destina-se a um público variado. 
É a principal porta de entrada de filmes inéditos da TV Globo. Entre os meses de janeiro a março, a sessão costuma reprisar seus filmes exibidos no ano anterior, para, em abril, iniciar sua nova temporada de produções inéditas.

## História
Em março de 1988, a iminente estreia de Jô Soares no SBT, com o programa Veja o Gordo (o talk show Jô Soares Onze e Meia só viria a estrear meses mais tarde, em agosto) motivou a TV Globo a programar uma sessão de filmes arrasa-quarteirão (chamados de blockbusters em inglês), com grandes bilheterias no cinema e inéditos na televisão para combater o humorístico.
A Tela Quente estreou em 7 de março de 1988 exibindo o inédito filme Star Wars: Episode VI – Return of the Jedi. Naquele mês, também foram exibidos os filmes Os Caçadores da Arca Perdida, Rocky III e Alien, o Oitavo Passageiro, nos dias 14, 21 e 28, respectivamente.
Entre 2014 e 2015, a sessão enfrentou um período difícil de audiência, uma vez que a Globo não havia firmado grandes contratos com os maiores estúdios de cinema de Hollywood, ao contrário das concorrentes Band, RecordTV e SBT; nesse período, a Tela Quente chegou a ser "empurrada" para um horário mais tarde, geralmente as 23h ou 23h30m, terminando por volta das 1h30m da terça-feira.

## Exibição
Muito embora, atualmente, não conte mais com o prestígio e a audiência de seus primeiros anos, em 2018 o programa ainda liderava o horário sem maiores ameaças, apesar de ser sazonalmente deslocada para mais tarde por programas como as temporadas anuais do Big Brother Brasil ou, quando exibidas, as minisséries da emissora. Por ser exibida em uma segunda-feira, anualmente, a sessão deixa de ser exibida na segunda-feira de Carnaval, data em que a Globo exibe o segundo dia do desfile das escolas de samba do Grupo Especial do Rio de Janeiro, e, quando o dia 31 de dezembro cai em uma segunda-feira, devido à exibição do Show da Virada. O horário de exibição dos desfiles e do show coincide com o da Tela. Desde 2019, o tradicional show do Criança Esperança trocou as noites de sábado pela segunda-feira, cancelando a exibição da Tela Quente.
No dia 9 de setembro de 2024, também não foi exibida a Tela Quente em razão da estreia da telenovela Mania de Você, que terminou por volta das 22h40; e devido ao reality show musical Estrela da Casa, que teve sua duração estendida por, excepcionalmente, ter a eliminação de um dos participantes nesse dia (normalmente é nas terças-feiras), por causa da partida da Seleção Brasileira de Futebol contra o Paraguai, pelas Eliminatórias da Copa do Mundo a ser transmitida nesse horário na terça-feira, 10 de setembro.
De janeiro até março de 2023, a sessão exibiu uma seleção de telefilmes produzidos pela Globo Filmes em parceria com emissoras afiliadas da TV Globo.
Nos últimos anos, a TV Globo tem colocado no ar na Tela Quente, em vez de filmes de longa duração, séries que integram o serviço de streaming Globoplay, tais como Os Outros.

## Público
Em 2018, 30 anos após o início da faixa de filmes, sua audiência atingia cerca de 20 milhões de espectadores em todo o Brasil, sendo 53% deles da classe C e 26% das classes A e B. A faixa etária de 25 a 49 anos representava 44% desse total. A título comparativo, a Sessão da Tarde atinge perto de 12 milhões de espectadores.